# 블루워터브리지

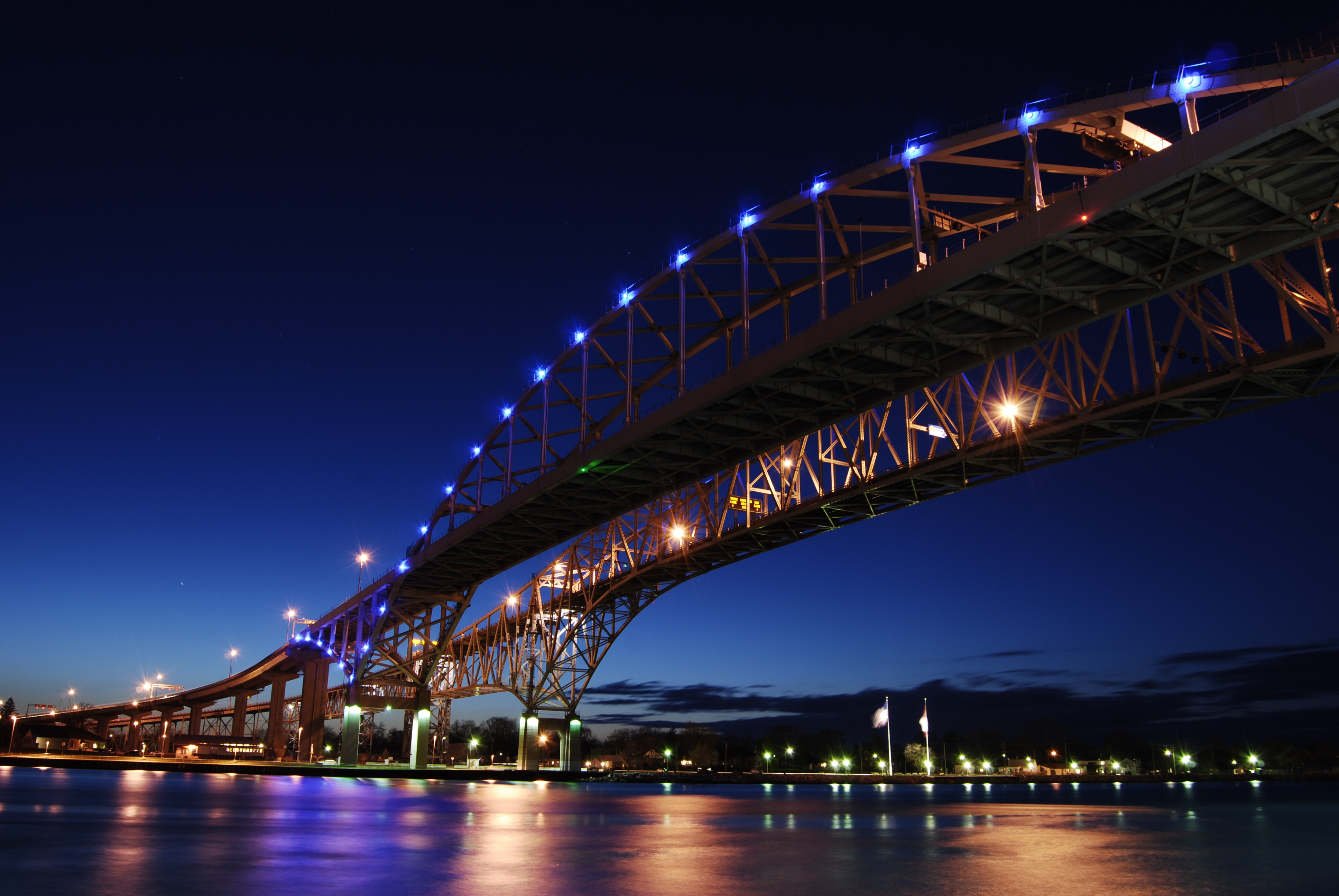

블루워터브리지(Blue Water Bridge)는 미국 미시간주 포트휴런과 캐나다 온타리오주 사니아를 잇는 세인트클레어강을 가로지르는 국제적인 다리이다. 온타리오주 하이웨이 402와 미시간주 I-69, I-94를 연결한다.
총 길이는 웨스트바운드 기준 1,883미터, 이스트바운드 기준 1,862미터이다. 웨스트바운드 기준 1938년 10월 10일, 이스트바운드 기준 1997년 7월 22일 오픈했다.